# Sainte-Marie (Doubs)
Sainte-Marie is een plaats in Frankrijk, gelegen in het departement Doubs in de regio Bourgogne-Franche-Comté.

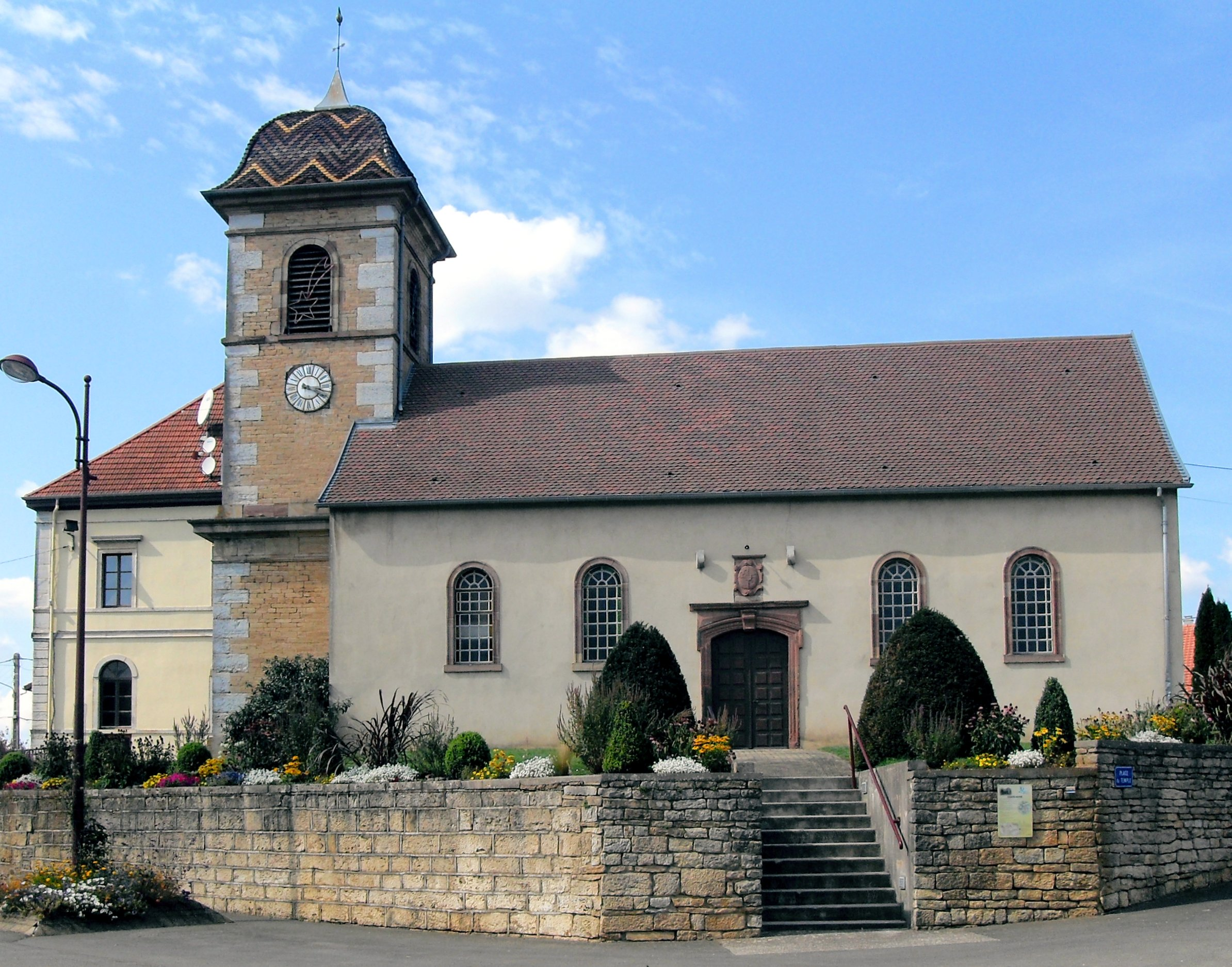
Protestantse kerk in Sainte-Marie
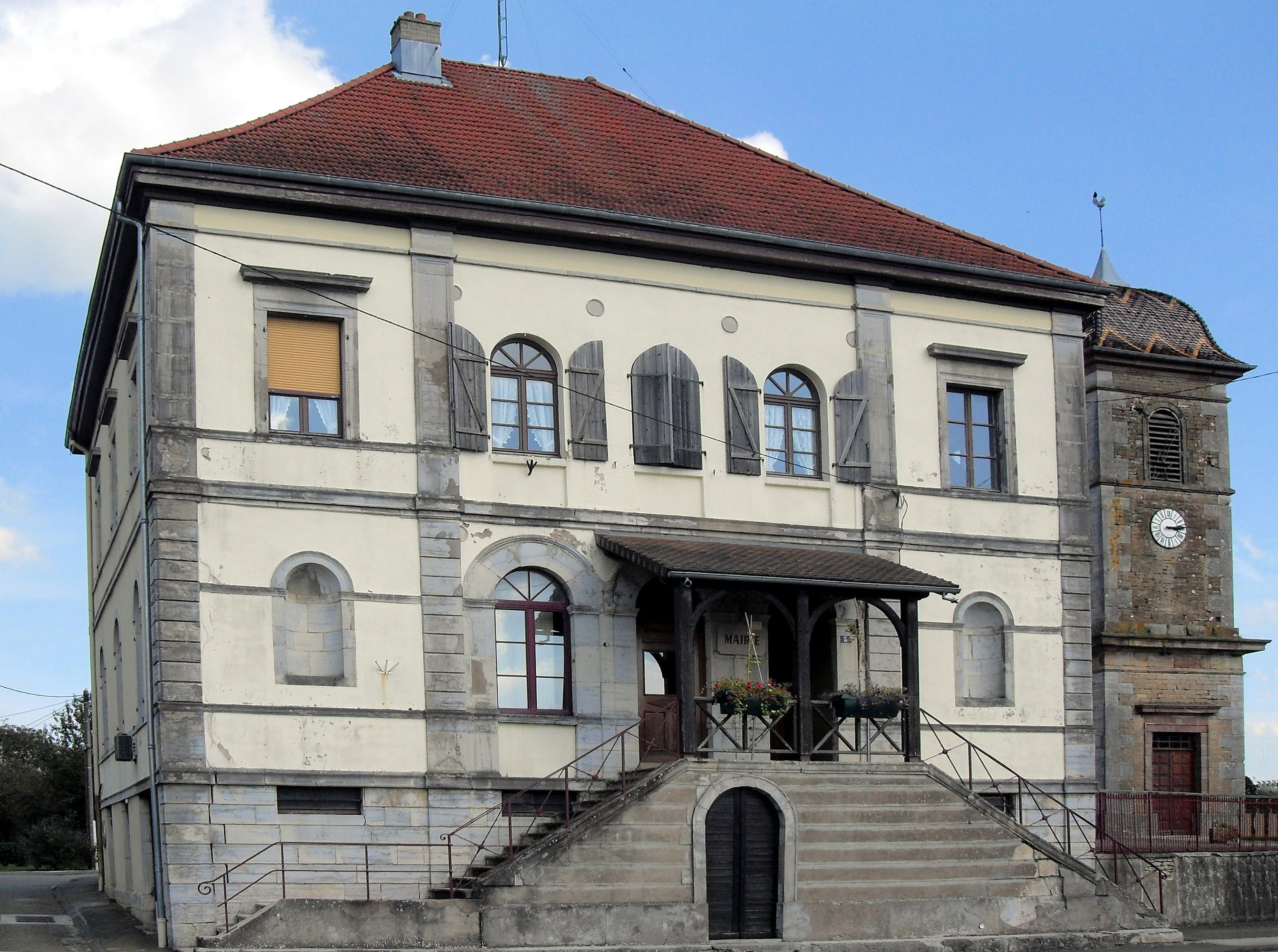
Gemeentehuis

## Demografie
Onderstaande figuur toont het verloop van het inwonertal (bron: INSEE-tellingen).

1. ↑  Populations de référence 2022.